# Sukhoj Su-35
Sukhoj Su-35 (russisk: Сухой Су-35; NATO rapporteringsnavn: Flanker-E) også kendt som Super Flanker og Last Flanker) er betegnelsen for to forskellige fly, der begge er kraftige opgraderinger af det sovjetiske/russiske jagerfly Su-27 'Flanker'. Begge er enkelt-sædede, to-motorers multirollefly, designet af Sukhoj og bygget af flyproducenten KnAAPO.
Den første variant blev designet i 1980'erne, da Sukhoj ønskede at opgradere specifikationerne af den allerede dengang teknisk avancerede Su-27. Opgraderinger fik navnet Su-27M, hvilket siden blev ændret til Su-35. Den opgraderede Su-27/Su-35 havde forbedrede aerodynamik og flykontrolsystemer, længere rækkevidde og kraftigere motorer. Den første prototype konverteret fra Su-27 havde sin jomfruflyvning i juni 1988. Der blev bygget mere end et dusin af denne variant, hvoraf nogle blev benyttet af flyopvisningsholdet Russian Knights. Det første design for Su-35 blev senere videreudviklet til Su-37, der havde styrbare udstødningsdyser og blev anvendt som prototype til illustration af teknologiens anvendelse. En enkelt Su-35UB to-sædet træningsversion blev bygget i slutningen af 1990'erne; denne version mindede meget om Su-30MK familien.
I 2003 introducerede Sukhoj den anden større modernisering af Su-27 i form af et fly, der af Sukhoj blev benævnt som et 4++ generations jagerfly, der kunne lukke hullet mellem det noget aldrende oprindelige Su-27 fly og femte generationsflyet Sukhoj Su-57, der var under udvikling. Denne variant var uden canardvinger, havde forstærket konstruktion og radar, styrbare dyser og reduceret synbarhed på radar. Der blev produceret fire prototyper af denne variant, der til tider er blevet fejlagtigt omtalt som Su-35BM, der har dannet grundlagt for test. Én prototype gik tabt i 2009. Ruslands luftvåben har bestilt 48 eksemplarer af det nye fly, der er benævnt Su-35S. 
Begge Su-35 modeller har været markedsført i mange lande, såsom Brasilien, Kina, Indien, Indonesien og Sydkorea, men der er foreløbig ikke opnået eksportordrer. Senest (oktober 2014) har Brasilien meddelt, at landet har indkøbt Saab Gripen NG. 
Sukhoj havde oprindeligt planlagt at eksportere mere end 160 fly af den anden variant af Su-35.

## Eksterne links
- Om Sukhoi Su-35 Arkiveret 30. marts 2016 hos  Wayback Machine (engelsk)

- Wikimedia Commons har flere filer relateret til Sukhoj Su-35